# Subaquático
Subaquático refere-se à região abaixo da superfície da água, onde a água existe naturalmente (chamada de um corpo de água), como um oceano, mar, lago, lagoa ou rio.

## Extensão

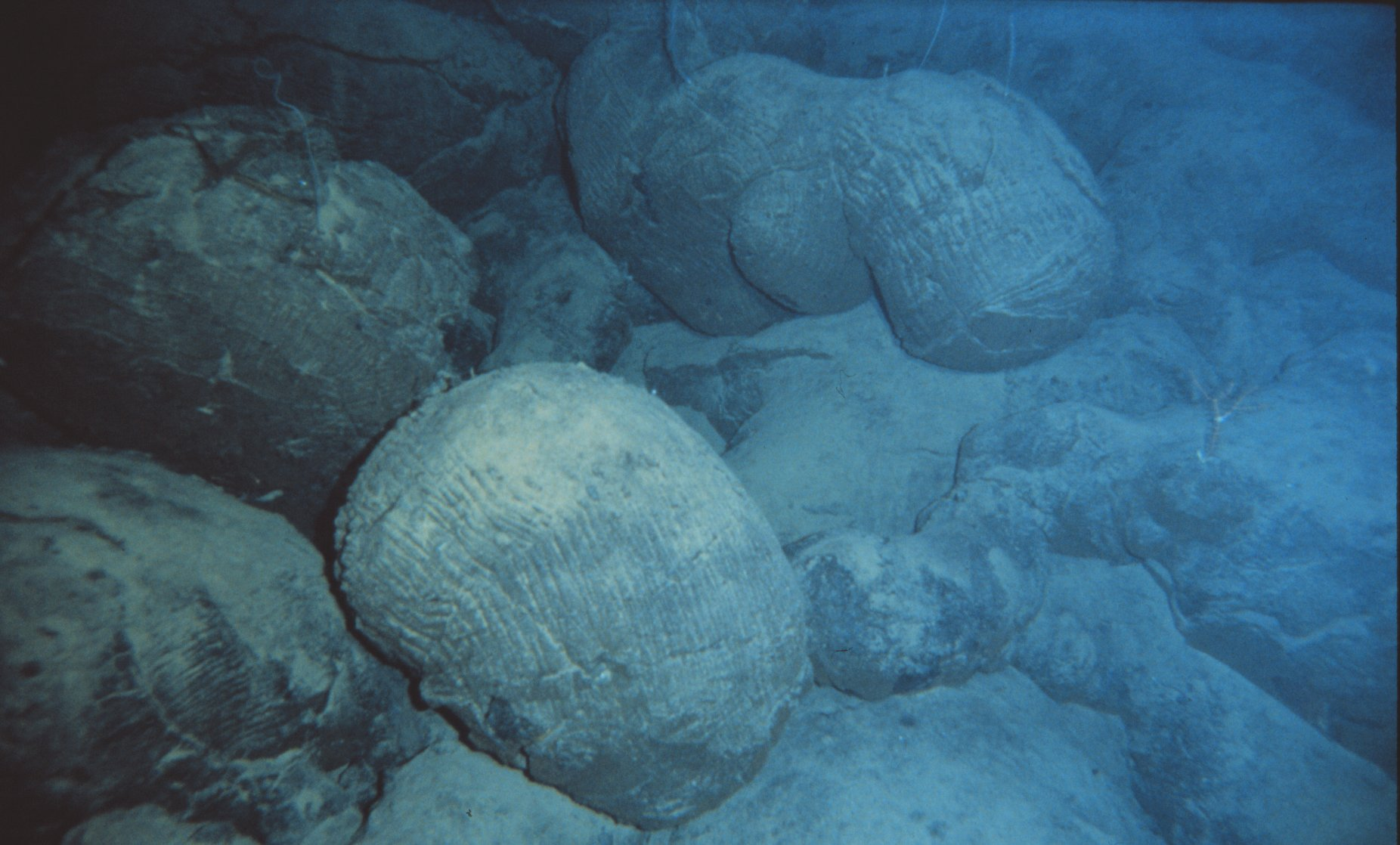
Observe o aspecto azulado dos objetos nesta foto subaquática de lava em almofada (NOAA).

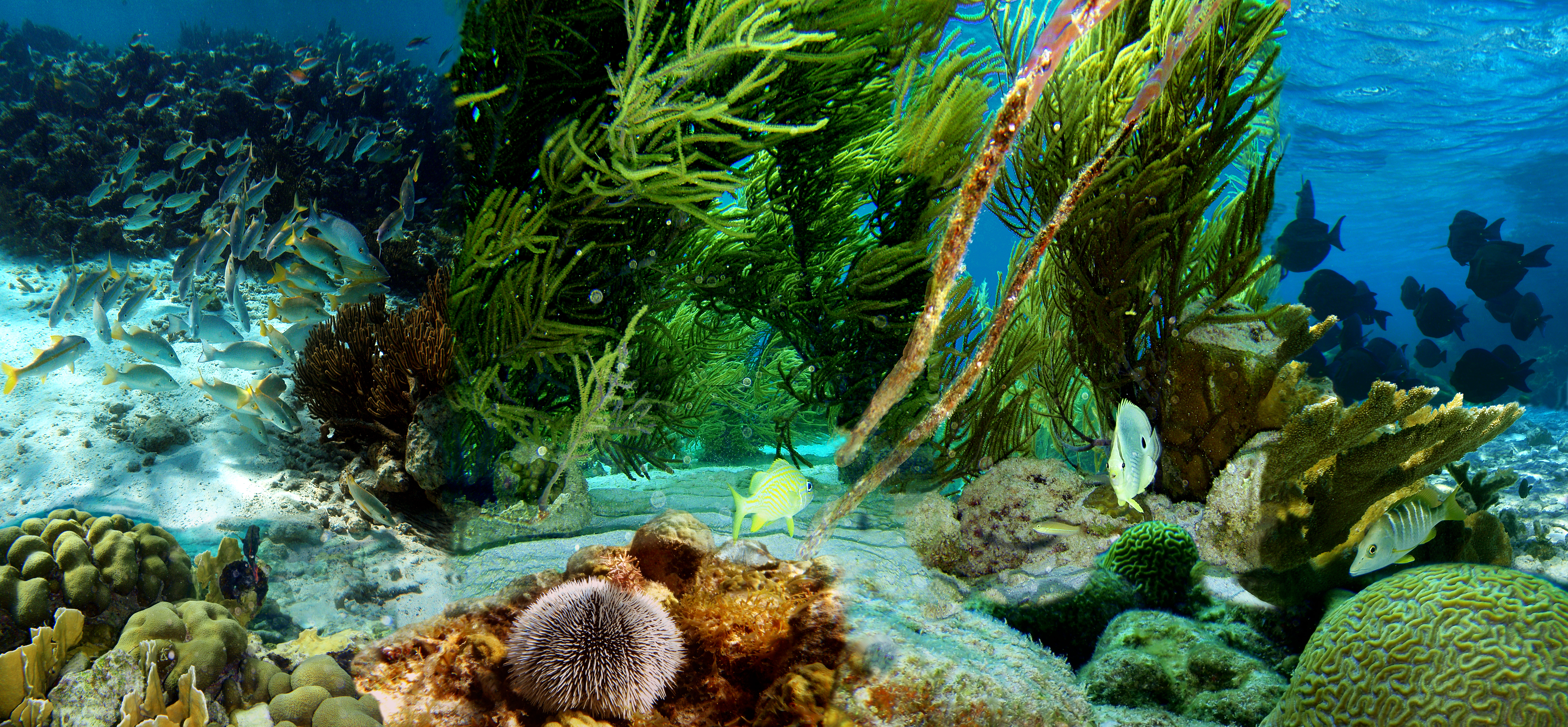
Vida subaquática de Pequena Bonaire - composta de 8 fotos tiradas a partir de esnórquel num recife de coral plano fora do ilhéu de Pequena Bonaire.

Três quartos do planeta Terra são cobertos por água. A maioria da superfície sólida do planeta é composta pela planície abissal, com profundidades entre 4.000 e 5.500 metros abaixo da superfície dos oceanos. A superfície sólida mais próxima do centro do planeta se localiza no Challenger Deep, localizado na fossa das Marianas, a uma profundidade de 10.924 metros. Embora muitas atividades humanas sejam realizadas sob a água — tais como a pesquisa, a prática de mergulho para trabalho ou lazer ou mesmo a guerra subaquática com submarinos —, este ambiente muito extenso do planeta Terra é hostil aos seres humanos em muitos aspectos e, portanto, pouco explorado. Mas pode ser explorado por sonares ou mais diretamente, através de submersíveis tripulados ou autônomos.